# One with Everything: Styx and the Contemporary Youth Orchestra
One with Everything: Styx and the Contemporary Youth Orchestra è un album dal vivo del gruppo rock statunitense Styx, pubblicato nel 2006.

## Tracce
1. Blue Collar Man (Long Nights)
2. One with Everything
3. It Don't Make Sense (You Can't Make Peace)
4. I Am the Walrus
5. Just Be (Studio Version)
6. Fooling Yourself (The Angry Young Man)
7. A Criminal Mind
8. Everything All the Time
9. Too Much Time on My Hands
10. Crystal Ball
11. Miss America
12. Boat on the River
13. Renegade

## Formazione
- Tommy Shaw - chitarra, mandolino, voce
- James Young - chitarra, voce
- Lawrence Gowan - tastiera, voce
- Ricky Phillips - basso, chitarra, cori
- Chuck Panozzo - basso
- Todd Sucherman - batteria
- Liza Grossman - direttore
- Contemporary Youth Orchestra